# Urus Khan
Urus Khan fou kan de l'Horda Oriental (Horda Blava a les fonts turcomongoles i russes i Horda Blanca a les fonts perses) coneguda com a ulus d'Orda. Va succeir al seu pare Tjimtai el 1361 i va governar fins al 1375 (o principis del 1376). Era ambiciós i partidari d'intervenir a l'Horda d'Or si bé la seva actuació allí és molt fosca. Tawarikh-i Guzida-yi Nusrat-name el fa membre de la branca de Tuka Timur (fill de Jotxi) i fill de Badik.
Se li va oposar Tuli Khoja, segurament un cosí (fill de Mubarak Khoja?) al que va atacar i matar. Tuli Khoja fou el pare del famós kan Toktamish i aquest a la mort del seu pare va fugir i es va refugiar amb Tamerlà que llavors començava la seva carrera i estava fent la seva cinquena campanya contra els jats de Mogolistan; Tamerlà va ordenar al seu temnik o general Timur Uzbeg que el rebés amb tots els honors i cerimònies. Tamerlà va anar llavors a Samarcanda on Timur Uzbeg li va portar a Toktamish, i li va donar una festa oferint-li valuosos regals i li va donar els governs de Sabran (Àsia central), Otrar, Sighnak, Sairam, Sarai, i altres ciutats que pertanyien al Qiptxaq. Von Hammer suposa que Sarai era en realitat Saraitxuk i que hauria rebut les ciutats del Qiptxaq oriental entre el riu Jaik i el Sihun.
Quan Urus Khan va saber que s'havia establert a l'est del kanat va enviar un exèrcit manat pel seu fill Kuthik Buka (Kuthigh Bugha) i els dos bàndols es van enfrontar, quedant mal ferit Kuthigh Bugha, que va morir l'endemà; però Toktamish fou finalment derrotat i va haver de refugiar-se altre cop amb Tamerlà que el va tornar a rebre amb honors i li va donar un exèrcit.
Toktamish fou reenviat al Kioptxak oriental amb suprt de Timur i altre cop Urus Khan va enviar un exèrcit, aquesta vegada manat pel seu altre fill Toktakia, amb Ali Beg i altres prínceps de la família; Toktakia volia venjar la mort del seu germà i Toktamish fou altre cop derrotat i es va retirar cap al Sihun on es va escapar nedant per sota l'aigua; el perseguia Kazanji Bahadur, que li va disparar una fletxa que el va ferir a la mà, però va poder passar el riu i va entrar en un bosc; anava sol i ferit i es va tombar al terre per descansar quedant inconscient; fou rescatat per Idiku Barlas, al qual havia enviat Tamerlà per ser el seu conseller en el govern del kanat i que va passar casualment per allí; Idiku el va portar a Tamerlà que llavors era a Bukharà i altre cop fou rebut de manera senyorial.
Abu l-Ghazi Khan parla d'un altre Idiku (Idiku Mangit) que pertanyia a la tribu dels mangits de l'Horda Nogai i era fill de Timur Kutlugh Khan i partidari els darrers anys de Tamerlà, el qual va arribar a Bukharà i va informar el conqueridor que Urus Khan havia aixecat un exèrcit i marxava amb les seves tropes cap a les terres dels mangits; poc després es van presentar a la cort de Tamerlà Kepek Mangit i Tulujian, enviats d'Urus Khan, demanant l'entrega de Toktamish per haver matat al fill de kan i si no era entregat la guerra quedava declarada. Tamerlà va respondre que Toktamish s'havia posat sota la seva protecció i era el seu deure fer honor a l'hospitalitat i defensar-lo, i va retornar als enviats amb un refús i l'advertència que també estava a punt per combatre si calia.
Tamerlà va deixar a l'amir Yaku al front del govern de Samarcanda (1375) i va marxar a l'encontre del seu rival, acampant a la plana d'Otrar. Urus Khan era a Sighnak a uns 40 km; una terrible turmenta de pluja seguida d'un fred molt intens va impedir les operacions durant tres mesos i al final Tamerlà va ordenar a Katai Behadur i a Muhammad Sultan Shah, amb 500 homes, fer un atac de nit al campament enemic; el contingent tamerlànida fou interceptat per Timur Malik Aghlan, fill d'Urus Khan, amb 3000 homes i es va lliurar un combat de nit en que Katai Behadur i un altre general, Yarek Timur, van morir, mentre que de l'altre costat el príncep Timur Malik fou ferit al peu, i un altre cap, Elchi Buka, a la mà, però segons Sherif al-Din, la victòria fou pels tamerlànides que van tornar al seu campament sent rebuts en triomf. Tamerlà va enviar llavors a Muhammed Sultan Shah a fer una exploració del terreny i també hi va enviar al general (amir) Mubasher; cadascun d'ells va tornar amb un presoner pels quals es va saber que dos guerrers anomenats Satkin el Vell i Satkin el Jove havien estat enviats per Urus també per explorar; casualment foren interceptats per Uktimur i Allahdad, que havien anat a Otrar per aprovisionar les tropes; Aktimur i els seus homes van fingir una retirada i quan foren perseguits es van girar i van derrotar els perseguidors; el seu nebot Kebekji, que tenia el càrrec de yurtji (intendent) va matar el cap enemic, Satkin el Jove; un altre general, Indushah, va capturar a Satkin el Vell i el va portar presoner a Tamerlà. Urus Khan, desconfiant de l'èxit, va retornar als seus quarters i va deixar a Karakesel al front de les tropes i poc després aquestes es van retirar. Llavors Tamerlà va tornar a Kish.
Quan el temps fou favorable, Tamerlà va tornar cap al Qiptxaq i va donar el comandament de l'avantguarda a Toktamish, que va fer de guia de les tropes i va avançar tan ràpidament que en 15 dies va arribar a Geiran Kamish ("Canyada dels Cérvols") on els pobladors foren agafats per sorpresa, la ciutat fou saquejada i es van capturar molts cavalls, camells i bestiar. Alli van saber que Urus Khan havia mort.
Va encunyar moneda; els únics exemplars que no ofereixen dubtes estan encunyats a Sighnak el 1372/1373 i 1375/1376. Fraehn esmenta una moneda encunyada a Schihun, una ciutat en ruïnes a la zona del Terek, però la lectura del nom és dubtosa. El va succeir el seu fill gran Tuktakia (Toqtaqiya)
| Urus Khan Casa de Borjigin (Боржигин) (1206-1635) |                                 |                       |
| Precedit per: Tjimtai                             | Kans de l'Horda Blava 1361–1376 | Succeït per: Tuktakia |